# Japanischer Fußball-Supercup 2016
Der japanische Fußball-Supercup 2016 wurde am 20. Februar 2016 zwischen dem J1 League-Gewinner 2015 Sanfrecce Hiroshima und dem Kaiserpokal-Sieger 2015 Gamba Osaka ausgetragen. Nachdem die beiden Mannschaften bereits in den vorherigen drei Jahren jeweils den Titelträger stellten, konnte sich in diesem Spiel Sanfrecce durchsetzen und so ihren insgesamt vierten Supercup nach 2008, 2013 und 2014 gewinnen. Gamba hingegen verlor bei sechs Teilnahmen bereits zum vierten Mal; ihren Siegen 2007 und 2015 stehen Niederlagen in den Jahren 2006, 2009, 2010 und diesem Spiel gegenüber.
Nach einer torlosen ersten Halbzeit brachte Hisato Satō seine Farben in der 52. Minute in Führung, fünf Minuten darauf erhöhte Takuma Asano per Elfmeter. Takashi Usami, in den vergangenen drei Spielzeiten der beste Torschütze Gambas, konnte in der 68. Minute zwar den Anschlusstreffer erzielen, doch Sanfrecce-Neuzugang Peter Utaka stellte nur wenig später den alten Abstand von zwei Toren wieder her, welcher bis zum Ende Bestand hatte.

## Spielstatistik
| Paarung             | Sanfrecce Hiroshima – Gamba Osaka |
| Ergebnis            | 3:1 (0:0) |
| Datum               | 20. Februar 2016 um 13:30 Uhr |
| Stadion             | Nissan-Stadion, Yokohama |
| Zuschauer           | 33.805 |
| Schiedsrichter      | Jumpei Iida |
| Tore                | 1:0 Hisato Satō (51.) 2:0 Takuma Asano (57.) 2:1 Takashi Usami (68.) 3:1 Peter Utaka (73.) |
| Sanfrecce Hiroshima | Takuto Hayashi – Shō Sasaki, Kazuhiko Chiba, Tsukasa Shiotani – Kazuyuki Morisaki, Toshihiro Aoyama (83. Takuya Marutani), Mihael Mikić, Yoshifumi Kashiwa, Yūsuke Chajima, Kōsei Shibasaki (69. Peter Utaka) – Hisato Satō (53. Takuma Asano) Cheftrainer: Hajime Moriyasu |
| Gamba Osaka         | Masaaki Higashiguchi – Oh Jae-suk, Daiki Niwa, Yasuyuki Konno, Hiroki Fujiharu – Yōsuke Ideguchi, Yasuhito Endō , Hiroyuki Abe (76. Jungo Fujimoto), Takashi Usami, Ademilson (60. Shū Kurata) – Patric (60. Shun Nagasawa) Cheftrainer: Kenta Hasegawa                     |
| Gelbe Karten        | Shō Sasaki (38.), Peter Utaka (88.) – Yōsuke Ideguchi (45.+1), Daiki Niwa (55.) |

### Auswechselspieler
| Auswechselspieler | Auswechselspieler |
| --- | --- |
| Sanfrecce Hiroshima | Gamba Osaka |
| - Ryōtarō Hironaga - Hiroki Mizumoto - Kazuya Miyahara - Takuya Marutani (83.) ▲ - Kōhei Shimizu - Peter Utaka (69.) ▲ - Takuma Asano (53.) ▲ | - Yōsuke Fujigaya - Ryō Hatsuse - Kim Jung-ya - Tatsuya Uchida - Jungo Fujimoto (76.) ▲ - Shū Kurata (60.) ▲ - Shun Nagasawa (60.) ▲ |